# Ernst Luther (Schriftsteller)
Ernst Luther (auch Ernst Luther-Untermerzbach; * 1. Januar 1894 in Gnodstadt; † 3. August 1966 in Gerolzhofen) war ein deutscher Schriftsteller und Mundartdichter.

## Leben und Wirken
Ernst Luther wurde am 1. Januar 1894 in der bayerischen Gemeinde Gnodstadt geboren. Die Familie war mit dem Heimatdichter Michael Georg Conrad verbunden, der in der Anfangszeit auch Luther als Vorbild diente. Das Erstlingswerk „Hollersträuweli“ des jungen Schriftstellers erschien im Jahr 1919 und machte Luther gleich bekannt. Zuvor waren erste Gedichte bereits durch den Schweinfurter Franz Weigand vertont worden. In den 1920er Jahren lebte Luther als Schriftsteller in Würzburg. Nach der Machtübernahme der Nationalsozialisten unterstützte der Schriftsteller die neue Regierung durch das Verfassen eines Gedichts für die Hitlerjugend. Luther wurde im Jahr 1943 in Schweinfurt ausgebombt, wobei viele Manuskripte ein Raub der Flammen wurden.
In der unmittelbaren Nachkriegszeit gründete Luther in Schweinfurt den lokalen Ableger des Frankenbundes mit. Weitere Stationen Luthers waren das Ruhrgebiet, Meiningen, wo er vor dem Ersten Weltkrieg als Redakteur für den Werraboten arbeitete, Bad Kissingen und Untermerzbach in den Haßbergen. Den Namen des letztgenannten Ortes griff der Dichter auch immer wieder als Künstlernamen auf. Zuletzt lebte und arbeitete Ernst Luther in Gerolzhofen. Der Schriftsteller starb am 3. August 1966 in Gerolzhofen.

## Werke (Auswahl)
Ernst Luther betätigte sich früh als mainfränkischer Mundartdichter. Daneben begann er auch historische Volksreime zu sammeln und zu veröffentlichen. Neben den Mundartdichtungen entstanden auch hochdeutsche Werke. Luther förderte die Herausgabe des sogenannten Frankenbuches, in dem 1921 ein erster Überblick über die Mundartdichtung der Region gegeben wurde. Hier waren bekannte Autoren wie Max Dauthendey, Karl Bröger, Sophie Hoechstetter, Bernhard Kellermann und Leo Weismantel vertreten.
Früh engagierte sich Luther dabei auch für die Idee eines „Deutschtums“, das später von der Blut-und-Boden-Ideologie der Nationalsozialisten aufgegriffen wurde. In der Zeit nach dem Zweiten Weltkrieg schuf Luther viele Beschreibungen fränkischer Dörfer und Städte. Der Künstler geriet bereits in den 1960er Jahren in Vergessenheit und wurde erst posthum neu entdeckt und kritisch rezipiert. Mit Georg Meyer-Erlach und weiteren sammelte Luther mehrere Ahnenreihen aus Franken, die bis heute teilweise nicht gedruckt sind.  
- Hollersträuweli. Würzburg 1919.
- Sonnige Heimat. Buch aus Franken. Würzburg 1921. Neuauflage Am Dorfbrunnen. Ein Buch aus Franken. Würzburg 1940.
- Alte fränkische Volksreime. Kärwa, Tanzbouda-, Schelma- und Lumpa-Liedli. München, Berlin 1925.
- Franken, Volk, Land. Würzburg 1925.
- Die Unkenmühle. Ein Buch für junge Wandersleute. Leipzig 1931.
- Zabelstein. Altes und Neues, Heimat und Volkstümliches aus Franken. Scheinfeld 1933.
- A Straußla. Ochsenfurt 1935.
- Frankengold. Ernste und heitere Klänge aus Bad Kissingen, der Rhön, aus dem Saale- und Maintal. Vorwort von Josef Engler.
- Franke-Wei. Volkach 1955.
- Franka-Mädli. Mundartgedichte eines jungen Bauern aus dem Frankenland. Nürnberg 1959.[5]